# I Need U
„I NEED U” – koreański singel południowokoreańskiej grupy BTS, wydany 29 kwietnia 2015 roku. Utwór, wspólnie z „Dope”, promował minialbum The Most Beautiful Moment in Life, Part 1. Sprzedał się w nakładzie 824 508 egzemplarzy w Korei Południowej.
Utwór został nagrany ponownie w języku japońskim i wydany jako piąty japoński singel zespołu 8 grudnia 2015 roku. Osiągnął 3 pozycję w rankingu Oricon i pozostał na liście przez 8 tygodni, sprzedał się w nakładzie 105 235 egzemplarzy. Singel zdobył status złotej płyty.
Singel został wydany w czterech wersjach: regularnej CD, limitowanej CD+DVD, limitowanej CD+DVD Loppi HMV i regularnej CD Only BTS SHOP.
Utwory "DOPE -Chō yabē!-" (jap. DOPE -超ヤベー!-) i "Funtan shōnen-dan" (jap. フンタン少年団) są japońskimi wersjami utworów "Dope" (kor. 쩔어 Jjeoreo) i "Heungtan-Sonyeondan" (kor. 흥탄소년단, ang. Boyz With Fun) z tego minialbumu.

## Lista utworów
Singel japoński
| CD                              |                                                                                         |      |
| Nr                              | Tytuł                                                                                   | Czas |
| 1.                              | "I NEED U" (Japanese Ver.)                                                              |      |
| 2.                              | "DOPE -Chō yabē!-" (jap. DOPE -超ヤベー!-) (Japanese Ver.)                              |      |
| 3.                              | "Funtan shōnen-dan" (jap. フンタン少年団) (Japanese Ver.) (edycja regularna i BTS SHOP) |      |
| DVD (wer. limitowana)           |                                                                                         |      |
| Nr                              | Tytuł                                                                                   | Czas |
| 1.                              | "Jacket Picture Making Video"                                                           |      |
| DVD (wer. limitowana Loppi HMV) |                                                                                         |      |
| Nr                              | Tytuł                                                                                   | Czas |
| 1.                              | "Music Video Making"                                                                    |      |

## Notowania
Singel koreański
| Lista                       | Najwyższa pozycja |
| --------------------------- | ----------------- |
| Gaon Weekly Digital Chart   | 5                 |
| Gaon Weekly Download Chart  | 5                 |
| Gaon Weekly Streaming Chart | 16                |
| Gaon Weekly BGM Chart       | 3                 |
| Gaon Weekly Mobile Chart    | 24                |